# Belovskij rajon (Oblast' di Kursk)
Il Belovskij rajon (in russo Беловский район?) è un rajon dell'Oblast' di Kursk, nella Russia europea; il capoluogo è Belaja. Istituito nel 1928, ricopre una superficie di 950 chilometri quadrati e consta di una popolazione di circa 18.000 abitanti.